# Ehúd Olmert
Ehúd Olmert (Binjamína-Giv'at Ada, 1945. szeptember 30. –) izraeli politikus, aki Jeruzsálem polgármestere volt 1993−2003 között, majd 2006−2009 között Izrael miniszterelnökének tisztségét is betöltötte.

## Élete
A palesztin brit mandátumterületen született 1945. szeptember 30-án. Szülei a Szovjetunió területéről menekültek Palesztinába.
A Jeruzsálemi Héber Egyetemen szerzett diplomát, a jogi karon, majd sorkatonai szolgálatát az izraeli hadsereg Goláni Brigádjának kötelékében teljesítette. Szolgálata alatt megsebesült, felépülése után haditudósítóként tevékenykedett. 1973-ban belépett a Likudba, és még abban az évben tagja lett a Kneszetnek. A jom kippuri háború idején ismét aktiválták, Aríél Sárón tábornok beosztottjaként vett részt a harcokban.
1980-ban elvégezte a tiszti akadémiát, majd 1981 és 1989 között a Külügyminisztérium és a Védelmi Minisztérium beosztottjaként dolgozott. 1988-tól 1990-ig tárcanélküli miniszter, majd 1990-től 1992-ig egészségügyi miniszter volt Jichák Sámír kormányában.
1993-ban megválasztották Jeruzsálem polgármesterének, ezt a tisztséget két mandátumon keresztül, 2003-ig töltötte be. A 2003-as választáson ismét bejutott a Kneszetbe a Likud színeiben, melynek következtében megkapta az ipar- és munkaügyi miniszteri tárcát. 2005. augusztus 7-én ideiglenesen megkapta a pénzügyminiszteri tárcát is, miután az addigi miniszter, Benjámín Netanjáhú lemondott róla a Gázai övezet kiürítése elleni tiltakozásul. Miután 2005-ben Aríél Sárón elhagyta a Likudot, hogy egy új pártot alapítson Kadima néven, Olmert elsőként csatlakozott hozzá.
Mikor 2006 januárjában Sárón egy agyvérzés következtében kómába esett, Olmert vette át ideiglenesen a helyét a kormány élén. A 2006 márciusi választásokon a Kadima szerezte meg a szavazatok többségét, így Móse Kacav államelnök Olmertet kérte fel az új kormány alakítására. 2006. május 4-én az Olmert-kormány letette esküjét.
Két hónappal az új kormány megalakulását követően robbant ki a második libanoni háború, amely rontott a kormány népszerűségén, egy 2007-es statisztika szerint Olmert népszerűsége hozzávetőlegesen 3%-kal csökkent. Az ő miniszterelnöksége idején került sor a 2007-es Gyümölcsöskert hadműveletre, melynek során izraeli repülőgépek lebombáztak egy szíriai atomreaktort, mely észak-koreai és iráni segítséggel épült. Ennek ellenére 2008-ban Törökország közvetítésével indirekt béketárgyalások kezdődtek Szíria és Izrael között, melyet végül Szíria szakított meg, a gázai háború elleni tiltakozásként.
2008-ban a Gázai-övezetből érkező sorozatos rakétatámadásokra hivatkozva, az izraeli hadsereg támadást indított az övezet ellen, előbb vadászrepülők és harci helikopterek bevetésével, majd 2009 januárjában szárazföldi invázió is indult a térség ellen, a nemzetközi tiltakozások hatására azonban Olmert elrendelte a támadás leállítását, majd január 18-án befejeződött a csapatok visszavonása is.
2008-ban Olmert Tzip Livni javára elvesztette a Kadima elnöki pozícióját, majd a 2009-es izraeli választáson alulmaradt a Likud jelöltjével, Benjámín Netanjáhúval szemben is, aki őt követte a miniszterelnöki székben.
2009. augusztus 30-án Ehúd Olmertet feljelentették korrupció vádjával, az ezt követő tárgyaláson azonban felmentették a vádpontok többsége alól. 2014-ben májusában végül mégis elítélték 6 év börtönre.